# سبيدر جونز
سبيدر جونز (20 أبريل 1946 بوندسور في كندا - ) هو ملاكم كندي.